# メーノーグ・イー・フラド
メーノーグ・イー・フラド、ミーノーイェ・へラド（Mēnōg-ī Khrad、ˈmeːnoːgiː xrad、مینویِ خِرَد）は、パフラヴィー語で書かれた、ゾロアスター教の最も重要な二次的文書の一つ。直訳すると『知恵（へラド）の霊魂（ミーノー）』

## 概要
正式名称は『ダーデスターネ・ミーノーイェ・へラド（دادِسْتان مینویِ خِرَد）』 、略して『ミーノーイェ・へラド』は中期ペルシア語の本であり、パフラヴィー語版とパザンド語版、およびサンスクリット語と古代ペルシア語（詩と散文の両方）への翻訳が現存している。
この作品の内容は「賢者」が知恵の霊（理性の霊）に尋ねる質問と、その質問に対して知恵の霊が与える答えを集めたものである。この本の正式タイトルに出てくる「ダーデスターン（دادِسْتان）」という言葉は、判決、判決文、ファトワを意味する。
63章(序文と62の質問および回答) で構成されており、神話へのヒントや言及が含まれているため重要である。この作品はサーサーン朝後期に書かれたと考えられている。
この本ではペルシア人とローマ人との戦いについても触れられており、文法的にも語彙的にも新ペルシア語の影響は見られない。
1879年から1910年にかけて刊行された、フリードリヒ・マックス・ミュラーによる東方聖典叢書に収録されており、エドワード・ウィリアム・ウェストが英訳を行っている。
1969年、アフマド・タファゾッリ は『ミーノーイェ・へラド』の現代ペルシア語への翻訳にあたり辞書を出版し、1975年に翻訳を行った。